# 千戀＊萬花
《千戀＊萬花》是由YUZUSOFT於2016年7月29日發售的戀愛冒險類型成人遊戲。同名漫畫連載於《月刊Comic Alive》2016年6月號至2017年4月號。

## 概要
本作為以飄著日本風情的鄉下溫泉街為舞台的和風戀愛懸疑故事。

## 故事簡介
男主角「將臣」在學校放春假時受母親委托，來到外公在「穗織」小鎮開的旅館幫忙。到達穗織后，將臣在兒時夥伴的帶領下來到建實神社，參加神社内正在舉辦的拔神刀活動，卻無意中折斷了神刀「叢雨丸」，因此被神主朝武安晴要求與其女兒結婚，就此居於穗織。隨著時間的推移，主角一行人逐漸揭開「穗織詛咒」的真面目，几經波折，最後終於在大家的努力下解除了穗織的詛咒。

## 登場角色
有地將臣
男主角。因為折斷了建實神社侍奉的神刀「叢雨丸」而被請求和芳乃訂下婚約。小時候常跟廉太郎、小春、蘆花一起玩耍並隨外公修行劍道。
朝武芳乃（聲：遙空）
建實神社的巫女姬，喜歡甜食且不擅長早起。平時個性冷靜認真，但實際上感情豐富，有著孩子氣的一面。
常陸茉子（聲：小鳥居夕花）
芳乃的青梅竹馬兼忍者護衛，平常負責打理朝武家的家務。個性隨和且喜歡惡作劇，但做事時會展現認真的一面。擅长爬高但有懼高症。虽然平时显得大大咧咧，偶尔也有害羞的一面，比如被当作一个女孩子而被夸奖时，会害羞得不知如何是好。在回答一些问题时经常说“因为是忍者”。
叢雨（聲：佐藤美柑）
存在了500年的丛雨丸管理者，寄宿於神刀「叢雨丸」中如同神靈般的存在，懼怕鬼怪以及陰森的氣氛，语言风格偏向古风，只有一部分的人能見到其身影，認定拔出叢雨丸的將臣為主人。本名是“绫”。
蕾娜·理查特納爾（Lena Liechtenauer，聲：澤澤砂羽）
個性活潑開朗且率直。故乡是处在北极圈的极光之国，從爺爺的口中得知許多有關日本的文化，因此從故乡前來穗織留學，同時也在志那都莊的旅馆工作。
鞍馬小春（聲：真宮柚子）
將臣的表妹，小將臣一歲。對人態度親切和善，唯獨對哥哥廉太郎十分冷淡。目前在蘆花家的甜點店「田心屋」打工。
馬庭蘆花（聲：西山冴希）
較將臣年長的青梅竹馬。家裡經營甜點店「田心屋」。
鞍馬廉太郎（聲：夏野楓）
將臣的表弟，和將臣同年。性格開朗，喜歡和女生搭訕。
駒川美津葉（聲：櫻川未央）
個性冷靜的女醫。在穗織經營診療所，很受穗織的居民信賴。
朝武安晴（聲：由嘉鈍）
芳乃的父親，建實神社的神主。個性溫和且很少生氣。
鞍馬玄十郎（聲：山崎高）
將臣的外公。個性嚴格、傲娇，剑道技术高超，因此受將臣與廉太郎懼怕。旅館「志那都莊」的老闆，但目前已沒在管理旅館的事務。

## 製作人員
- 角色設計、原畫：夢璃凜、小舞一 、煎路[5]
- SD原畫：菰綿遙華（日语：こもわた遙華）
- 劇本：、籐太、瀨尾順
- 音樂：Famishin、Angel Note
- CG：、煎路、（事務）
- 標題、系統畫面設計：KOMEWORKS
- 動畫製作：Frontier Child
- 動畫原畫：平山圓
- 分鏡、攝影：
- 配樂三味線：尾上秀樹

## 主題曲
片頭曲
作曲：Famishin，編曲：井之原智（Angel Note），主唱、作詞：KOTOKO
吉他：Asai Yasuo，三味線：尾上秀樹
芳乃片尾曲
作詞：（Angel Note），作曲：Famishin，編曲：井之原智（Angel Note），主唱：榊原由依
吉他：Asai Yasuo
茉子片尾曲
作詞：kala（Angel Note），作曲：Famishin，編曲：R.East（Angel Note），主唱：Riryka（Angel Note）
叢雨片尾曲
作曲：Famishin，編曲：（Angel Note），主唱、作詞：（Angel Note）
吉他：Asai Yasuo
蕾娜片尾曲「GIFT」
作曲：Famishinn，編曲：新井健史，主唱、作詞：
吉他：山田太郎，原聲吉他、電子琴：新井健史
小春片尾曲「Love flower」
作曲：Famishin，編曲、吉他：椎名俊介（Angel Note），主唱、作詞：葉月（Angel Note）
蘆花片尾曲
作曲：Famishin，編曲：（Angel Note），主唱、作詞：tohko
吉他：Asai Yasuo

## 關連商品

### CD
千戀＊萬花 角色歌Vol.1 「朝武芳乃」 附贈迷你廣播劇
2016年4月15日發售。收錄芳乃的角色歌。
千戀＊萬花 角色歌Vol.2 「常陸茉子」 附贈迷你廣播劇
2016年4月28日發售。收錄茉子的角色歌。
千戀＊萬花 角色歌Vol.3 「叢雨」 附贈迷你廣播劇
2016年5月13日發售。收錄叢雨的角色歌。
千戀＊萬花 角色歌Vol.4 「蕾娜·理查特納爾」 附贈迷你廣播劇
2016年5月27日發售。收錄蕾娜的角色歌「Blue sky」。

### 漫畫
漫畫於《月刊Comic Alive》2016年6月號開始連載，於2017年2月27日發售的《月刊Comic Alive》2017年4月號刊載最終回。由作畫。單行本全2冊。
| 冊數 | KADOKAWA      | KADOKAWA               |
| 冊數 | 發售日期      | ISBN                   |
| ---- | ------------- | ---------------------- |
| 1    | 2016年9月23日 | ISBN 978-4-04-067289-2 |
| 2    | 2017年3月23日 | ISBN 978-4-04-068590-8 |

## 評價
《千戀＊萬花》在2016年Getchu.com舉辦的美少女遊戲大賞中獲得綜合部門第1名、劇本部門第8名、系統部門第7名、繪圖部門第3名、音樂部門第9名、影片部門第1名、角色部門朝武芳乃第2名、叢雨第4名與常陸茉子第7名、色情部門第10名。於2016年度「萌系遊戲大賞」獲得月間賞、準大賞，並於年間排名獲得第6名。
2024年2月20日，官方宣佈遊戲銷量超過50萬份。截至2024年9月，遊戲累積銷量超過70萬份。

## 外部連結
- 《千戀＊萬花》遊戲官網（页面存档备份，存于）（日語）
- 《千戀＊萬花》遊戲中文官網（页面存档备份，存于）（简体中文）
- 《千戀＊萬花》在視覺小說數據庫的頁面 （英文）